# 台中市公車65路
台中市公車65路目前行駛自南區公所到潭雅神綠園道；延駛路線自南區公所到大富路98巷口；繞駛路線則自南區公所繞駛北屯區四張犁到潭雅神綠園道；副線行駛原頭張路段改行駛松竹路、敦富路及南興北一路。本路線主要行駛於崇德路，為崇德支線。

## 歷史
- 2007年11月1日：通車。
- 2011年3月14日：原洲際棒球場之端點，延駛至「得天宮」。
- 2012年1月1日：原得天宮之端點，延駛至「潭雅神綠園道」。延駛路線將行經潭子中山路、潭子火車站、雅潭路、大豐路二三段、潭富路二段及崇德路五段至潭雅神綠園道。
- 2013年8月30日：增停「崇德六路口」站。
- 2015年5月1日：「聖德禪寺」更名為「崇德青島路口」。
- 2016年5月22日：清晨5時許，警方調查，當時于姓駕駛（43歲）駕駛這部公車，準備到南區公所前發車、載客，疑因為求方便，選擇行駛平時公車沒走、路寬較窄的工學二街，一名女子從路旁往馬路中間走，直接就被撞上，受撞女性到院前已無生命跡象。[1]
- 2017年1月1日：增停「金石鎮社區」。
- 2017年7月1日：「市立殯儀館」更名為「北區運動中心」。
- 2018年9月24日：新增65延路線，名稱為「南區公所-潭雅神綠園道-大富路98巷口」，來回各8班次，延駛後總班次數不變。[2]
- 2018年10月：「頭家厝」、「潭子區公所」、「潭子火車站」分別更名為「頭家厝車站」、「中山潭子街口」、「潭子車站」。[3]
- 2019年1月1日：「臺中火車站」往潭雅神綠園道、南區公所方向之站位分別更名為「臺中車站（民族路口）」、「臺中車站（成功路口）」。[4]
- 2019年8月20日：新增65繞路線，主線部分班次繞駛四張犁。[5]
- 2019年10月1日：調整發車時刻。[6]
- 2019年11月30日：配合繞駛臺中車站，進臺中轉運中心月台停靠，往潭子方向加停「臺中車站(B月台)」。[7]
- 2021年10月15日：新增65副線，原頭張路段改行駛松竹路、敦富路及南興北一路。[8]
- 2024年3月1日：調整發車時刻。[9]

## 路線基本資料
時刻表僅供參考，請以全航客運網站公告為準。時刻表更新時間為2025年1月1日。
65主線全程行車里數約21.5公里，全程行車時間85分。往潭雅神綠園道63站，往南區區公所62站。
本路自南區公所起，沿南區工學路、工學六街、高工路、美村南路、忠明南路、國光路、南門路、台中路、建國路、雙十路一、二段、錦南街、崇德路一、二、三段、豐樂路、頭張路一段、（潭子區）中山路一、二段、雅潭路一、二段、大豐路二、三、四段到潭雅神綠園道。
| 台中市公車65路平/假日時刻列表 | 台中市公車65路平/假日時刻列表 | 台中市公車65路平/假日時刻列表 | 台中市公車65路平/假日時刻列表 |
| ----------------------------- | ----------------------------- | ----------------------------- | ----------------------------- |
| 南區公所開時刻                | 南區公所開備註                | 潭雅神綠園道（大豐路）開時刻  | 潭雅神綠園道（大豐路）開備註  |
| 08:10                         | -                             | 08:10                         | -                             |
| 09:00                         | -                             | 09:00                         | -                             |
| 10:00                         | -                             | 10:00                         | -                             |
| 10:30                         | -                             | 10:30                         | -                             |
| 11:30                         | -                             | 11:30                         | -                             |
| 12:30                         | -                             | 12:30                         | -                             |
| 13:30                         | -                             | 13:00                         | -                             |
| 14:10                         | -                             | 14:10                         | -                             |
| 15:00                         | -                             | 15:00                         | -                             |
| 19:00                         | -                             | 19:00                         | -                             |
| 20:30                         | -                             | 20:30                         | -                             |
| 22:05                         | -                             | 22:00                         | -                             |

65副全程行車里數約21.5公里，全程行車時間90分。往潭雅神綠園道66站，往南區區公所64站。
本路自南區公所起，沿南區工學路、工學六街、高工路、美村南路、忠明南路、國光路、南門路、台中路、建國路、雙十路一、二段、錦南街、崇德路一、二段、松竹路二段、松竹路一段、敦富路、南興北一路、（潭子區）中山路一、二段、雅潭路一、二段、大豐路二、三、四段到潭雅神綠園道。
| 台中市公車65副平/假日時刻列表 | 台中市公車65副平/假日時刻列表 | 台中市公車65副平/假日時刻列表 | 台中市公車65副平/假日時刻列表 |
| ----------------------------- | ----------------------------- | ----------------------------- | ----------------------------- |
| 南區公所開時刻                | 南區公所開備註                | 潭雅神綠園道（大豐路）開時刻  | 潭雅神綠園道（大豐路）開備註  |
| 07:00                         | -                             | 08:40                         | -                             |
| 10:20                         | -                             | 12:40                         | -                             |
| 14:20                         | -                             | 16:00                         | -                             |
| 18:00                         | -                             | 19:40                         | -                             |

65繞全程行車里數約21.5公里，全程行車時間90分。往潭雅神綠園道66站，往南區區公所66站。
本路自南區公所起，沿南區工學路、工學六街、高工路、美村南路、忠明南路、國光路、南門路、台中路、建國路、雙十路一、二段、錦南街、崇德路一、二、三段、昌平路二段、后庄路、崇德十路二段、豐樂路二段、豐樂路、頭張路一段、（潭子區）中山路一、二段、雅潭路一、二段、大豐路二、三、四段到潭雅神綠園道。
| 台中市公車65繞平/假日時刻列表 | 台中市公車65繞平/假日時刻列表 | 台中市公車65繞平/假日時刻列表 | 台中市公車65繞平/假日時刻列表 |
| ----------------------------- | ----------------------------- | ----------------------------- | ----------------------------- |
| 南區公所開時刻                | 南區公所開備註                | 潭雅神綠園道（大豐路）開時刻  | 潭雅神綠園道（大豐路）開備註  |
| 06:25                         | -                             | 06:50                         | -                             |
| 16:20                         | -                             | 16:45                         | -                             |

65延全程行車里數約21.5公里，全程行車時間60分。往大富路98巷口69站，往南區區公所68站。
本路自南區公所起，沿南區工學路、工學六街、高工路、美村南路、忠明南路、國光路、南門路、台中路、建國路、雙十路一、二段、錦南街、崇德路一、二、三段、豐樂路、（潭子區）中山路一、二段、雅潭路一、二段、大豐路二、三段、崇德路、三社東路、三社路、三社路232巷、大富路、到大富路98巷口。
| 台中市公車65延平/假日時刻列表 | 台中市公車65延平/假日時刻列表 | 台中市公車65延平/假日時刻列表 | 台中市公車65延平/假日時刻列表 |
| ----------------------------- | ----------------------------- | ----------------------------- | ----------------------------- |
| 南區公所開時刻                | 南區公所開備註                | 大富路98巷口開時刻            | 大富路98巷口開備註            |
| 06:00                         | -                             | 07:40                         | -                             |
| 09:20                         | -                             | 11:00                         | -                             |
| 13:00                         | -                             | 14:40                         | -                             |
| 16:30                         | -                             | 18:20                         | -                             |

### 收費
依里程計費；刷電子票證十公里免費

### 停站
參見右側站牌路線圖。

## 圖片集

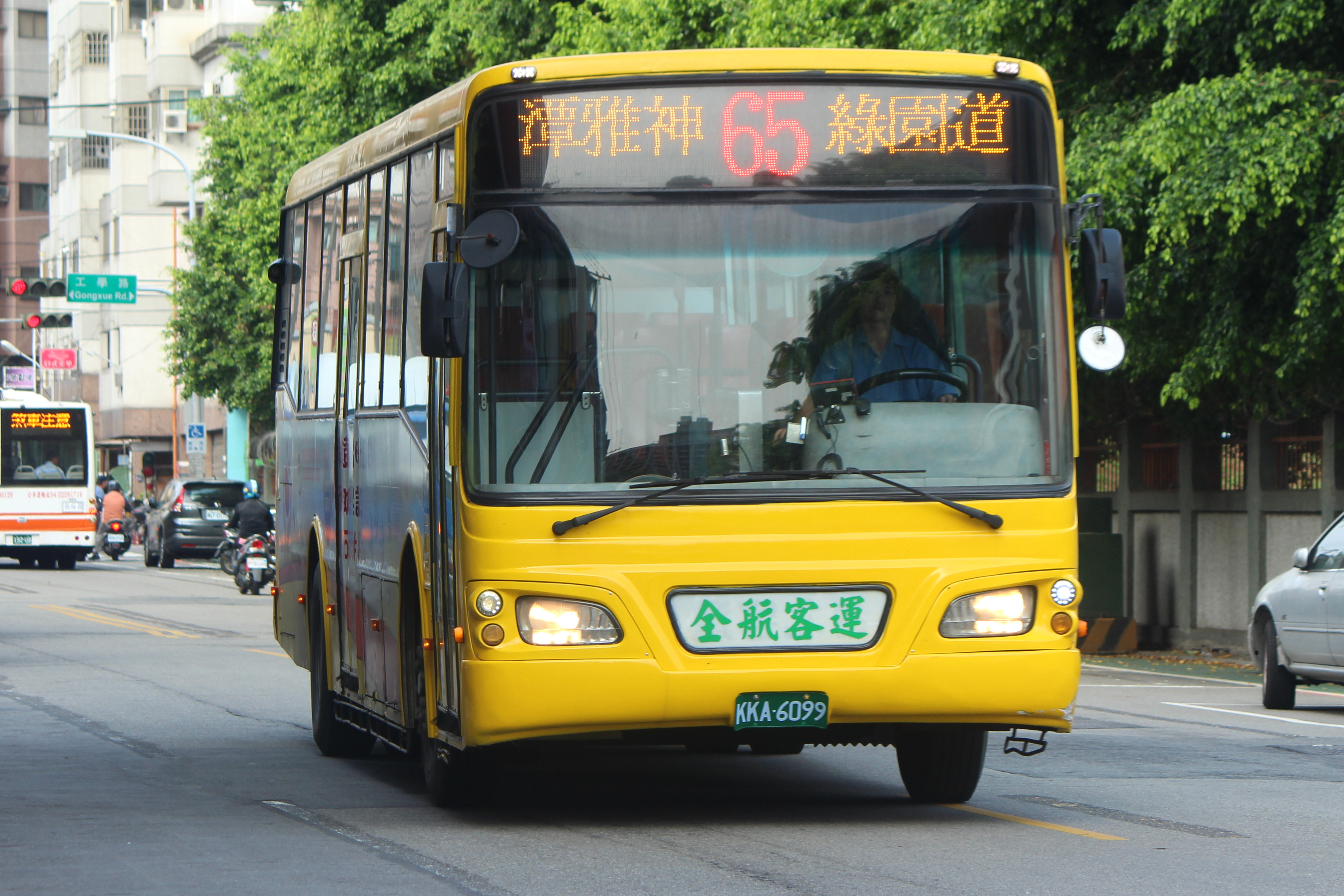
配置於本路線的HINO RK8JRSA，本車已淘汰。
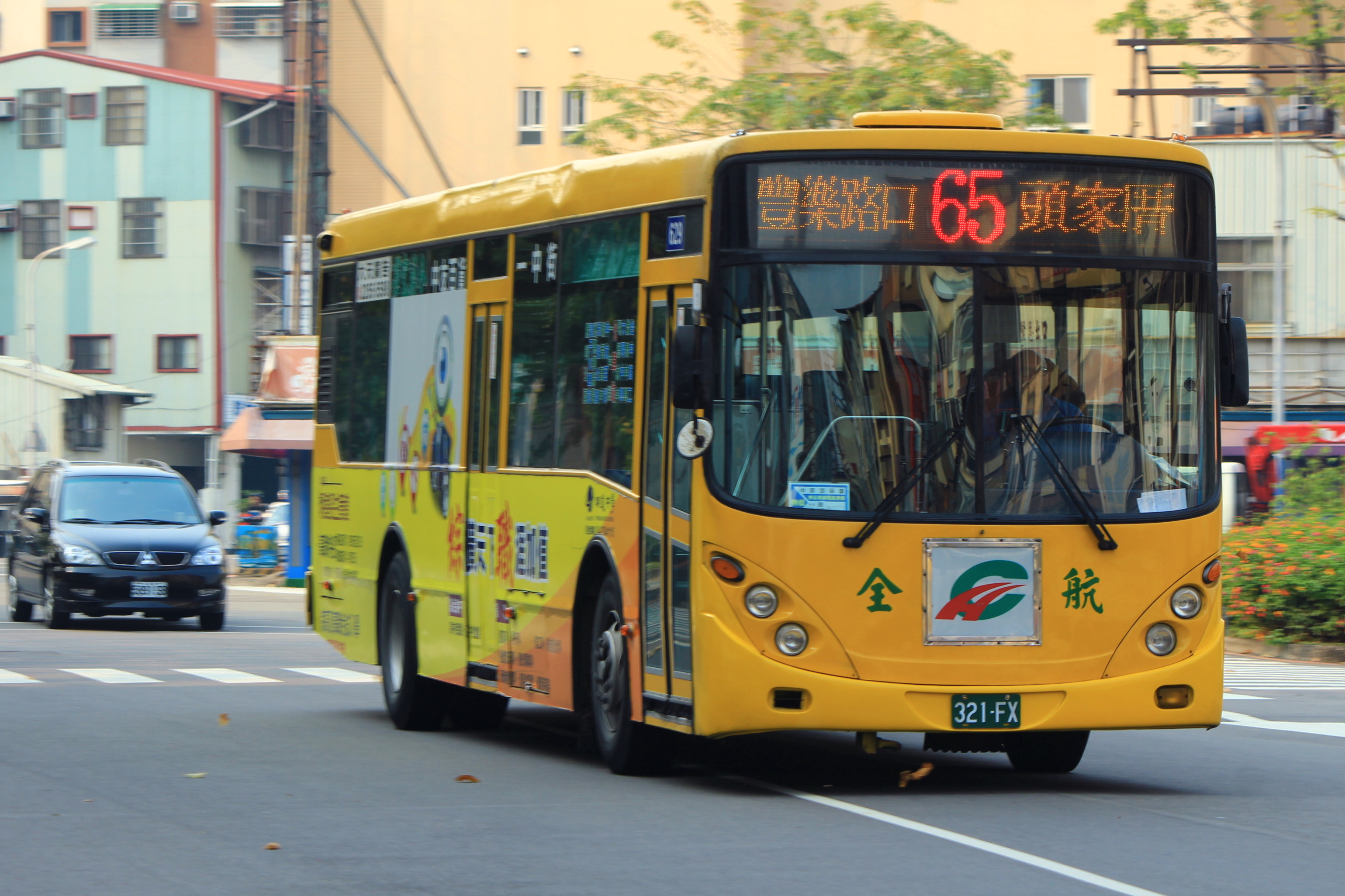
配置於本路線的HINO ERK2JRL，本車已淘汰。
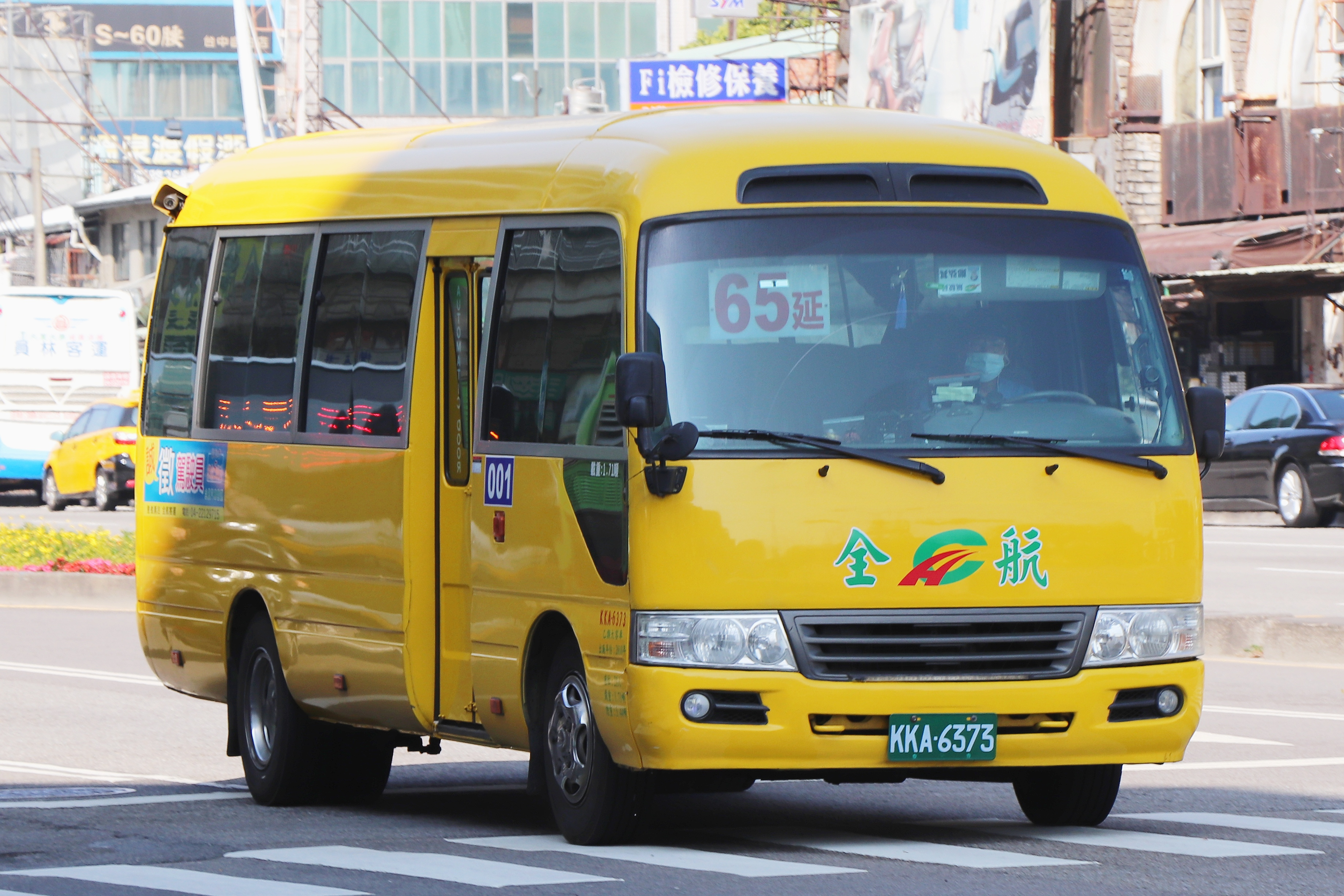
配置於延駛路線的TOYOTA Coaster，本車已淘汰。
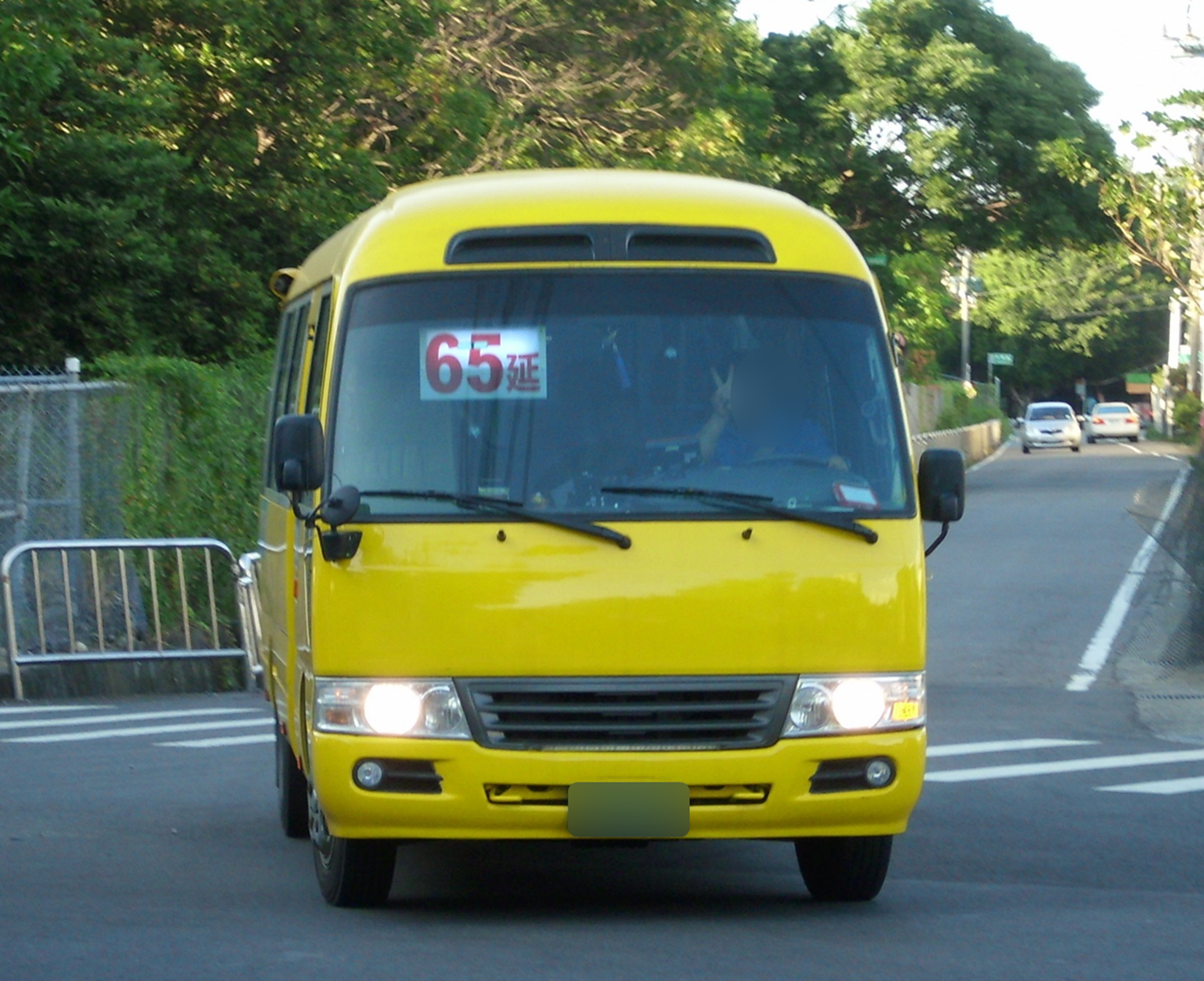
65延剛開通時所使用的TOYOTA Coaster，車頭尚未貼上logo。
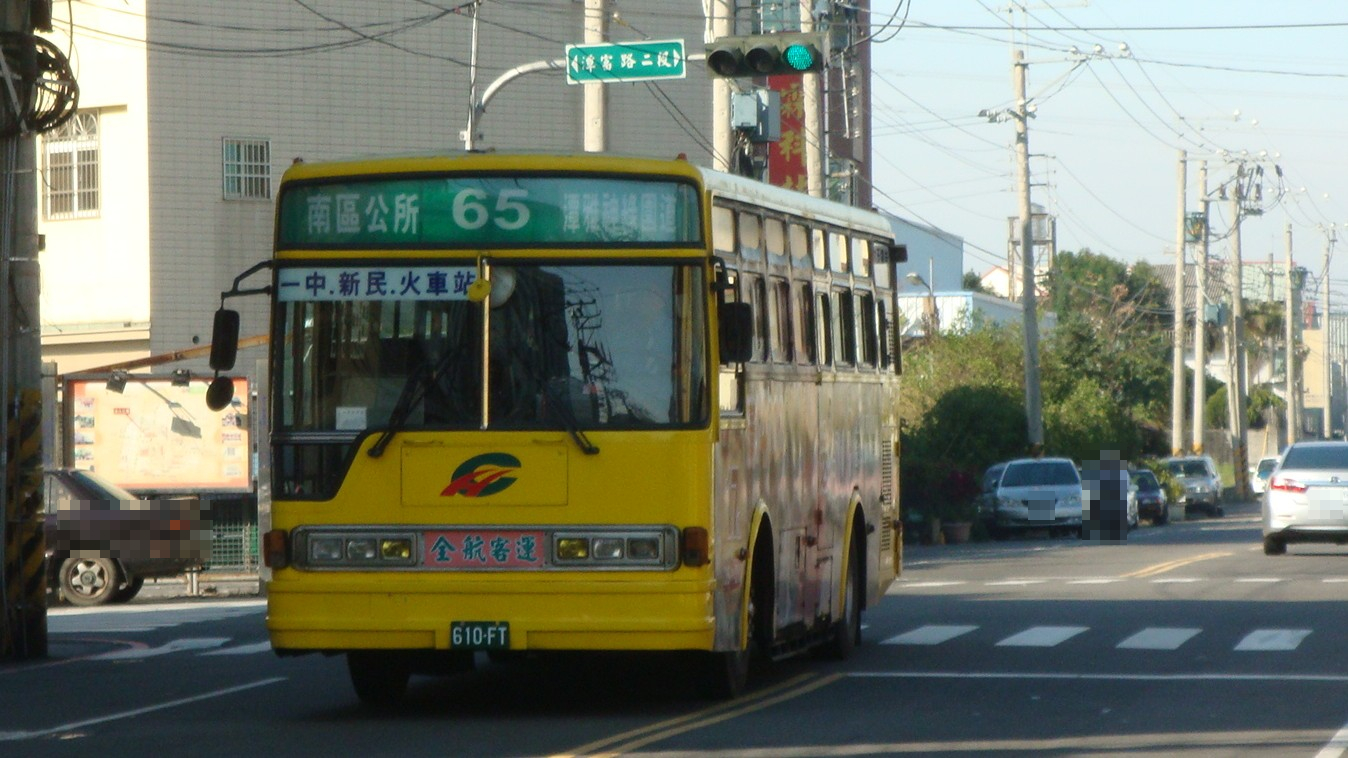
配置於本路線的ISUZU LT134L，本車已淘汰。